# Vastaholmen, Lovisa
Vastaholmen är en ö i Finland. Den ligger i Finska viken och i kommunen Lovisa i den ekonomiska regionen  Lovisa i landskapet Nyland, i den södra delen av landet. Ön ligger omkring 81 kilometer öster om Helsingfors.
Öns area är 6,8 hektar och dess största längd är 490 meter i sydöst-nordvästlig riktning.